# 五个扑水的少年 (中国电影)
《五个扑水的少年》是2021年上映的中国大陆电影，改编自日本同名电影，由宋灏霖执导，基本上延续了日本原作的人物设定。

## 剧情
张伟（辛云来饰）是一个长相普通、成绩中游的高二学生，是老师和妈妈眼中的“差生”。面对多方打压，他也渐渐对自己失去了信心，直到意外被任命为学校组建的男子花样游泳队队长，他一点点被改变。从来没有被人相信过的他面对队友高飞（李孝谦饰）、陈铭涵（冯祥琨饰）、蛐蛐（王川饰）、王子（吴俊霆饰）的信任，第一次有了想要赢一次的想法。为了心中重燃的热血，少年们决定一起迎接这场“男子花样游泳”的青春反击战。

## 主要角色
| 角色     | 演员   | 介绍                                 | 对应原版电影角色 |
| -------- | ------ | ------------------------------------ | ---------------- |
| 张伟     | 辛云来 | 普普通通的高二男生，男子花样游泳队长 | 铃木智           |
| 高飞     | 李孝谦 | 天赋极高的体育特长生，性子孤傲       | 佐藤胜正         |
| 陈铭涵   | 冯祥琨 | 标准的学霸，但体育很差               | 太田祐一         |
| 曲小东   | 王川   | 绰号“蛐蛐”，学渣一枚，性格不拘小节   | 金泽孝志         |
| 王子     | 吴俊霆 | 呆萌担当，胸无大志，但很重义气       | 早乙女圣         |
| 袁裕来   | 辛柏青 | 花样游泳队教练，但实际上是个厨子     | 矶村             |
| 张伟妈妈 | 代乐乐 |                                      |                  |

## 制作与上映
2019年，《五个扑水的少年》获国家电影局备案公示。2020年4月，光线传媒发出演员招募令，翻拍日本电影《五个扑水的少年》。同年7月，影片在江苏扬州正式开机。
2021年5月13日，影片正式官宣定档8月13日，主要角色均由新人演员饰演。8月9日，影片因新冠肺炎疫情原因宣布延期上映。9月1日，影片重新定档9月30日。9月24日，影片在北京举行首映式。

## 花絮
- 导演宋灏霖本打算邀请一位“流量明星”出演该片，但这位明星不仅不愿提前进行花样游泳训练，还开出8000万元天价片酬，并要求水下镜头全部使用替身，因此导演全部选用新人演员担纲主演。网友们在称赞新人演员敬业的同时，再次反思某些“流量小鲜肉”的艺德问题[7]。
- 饰演花样游泳运动员的男演员们提前三个月进行封闭训练，十分刻苦，还要在寒冷的11月脱光衣服跳进海豚池进行拍摄。辛云来用一周学会了后空翻，每天训练6-8个小时[8]。
- 影视作品中男性角色淋浴时一般不需要真的全裸，因为镜头通常只会拍到赤裸的上半身，镜头拍不到的下半身则只需正常穿泳裤。但该片主演之一，饰演王子的吴俊霆因为个子比其他人高，以其他人的身高拍摄淋浴镜头就会露出他的裤边，所以导演要求他全裸出镜，吴俊霆本人也表示愿意“为艺术献身”，“拍下来了也是艺术”[9]。

## 电影音乐
| 曲别   | 歌名               | 作词               | 作曲          | 演唱者                                               | 备注   |
| ------ | ------------------ | ------------------ | ------------- | ---------------------------------------------------- | ------ |
| 主题曲 | 《扑水少年》       | 李程远/樊帆/灰鸿啊 | 灰鸿啊        | 夏日入侵企画                                         | [ 10 ] |
| 片尾曲 | 《普通》（少年版） | 唐汉霄             | 唐汉霄        | 厦门六中合唱团 /辛云来 /冯祥琨 /李孝谦 /吴俊霆 /王川 | [ 11 ] |
| 插曲   | 《普通》           | 唐汉霄             | 唐汉霄        | 唐汉霄                                               |        |
| 插曲   | 《秘密》           | 缪纪君/李泽珑      | 缪纪君/李泽珑 | 缪纪君                                               |        |
| 推广曲 | 《天大的小事》     | 唐汉霄             | 茶茶          | 张继科                                               | [ 12 ] |
| 推广曲 | 《白鲸少年》       | 王天若             | 王天若        | 王天若                                               | [ 13 ] |